# 鉗

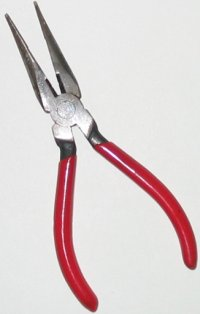
一款尖嘴鉗

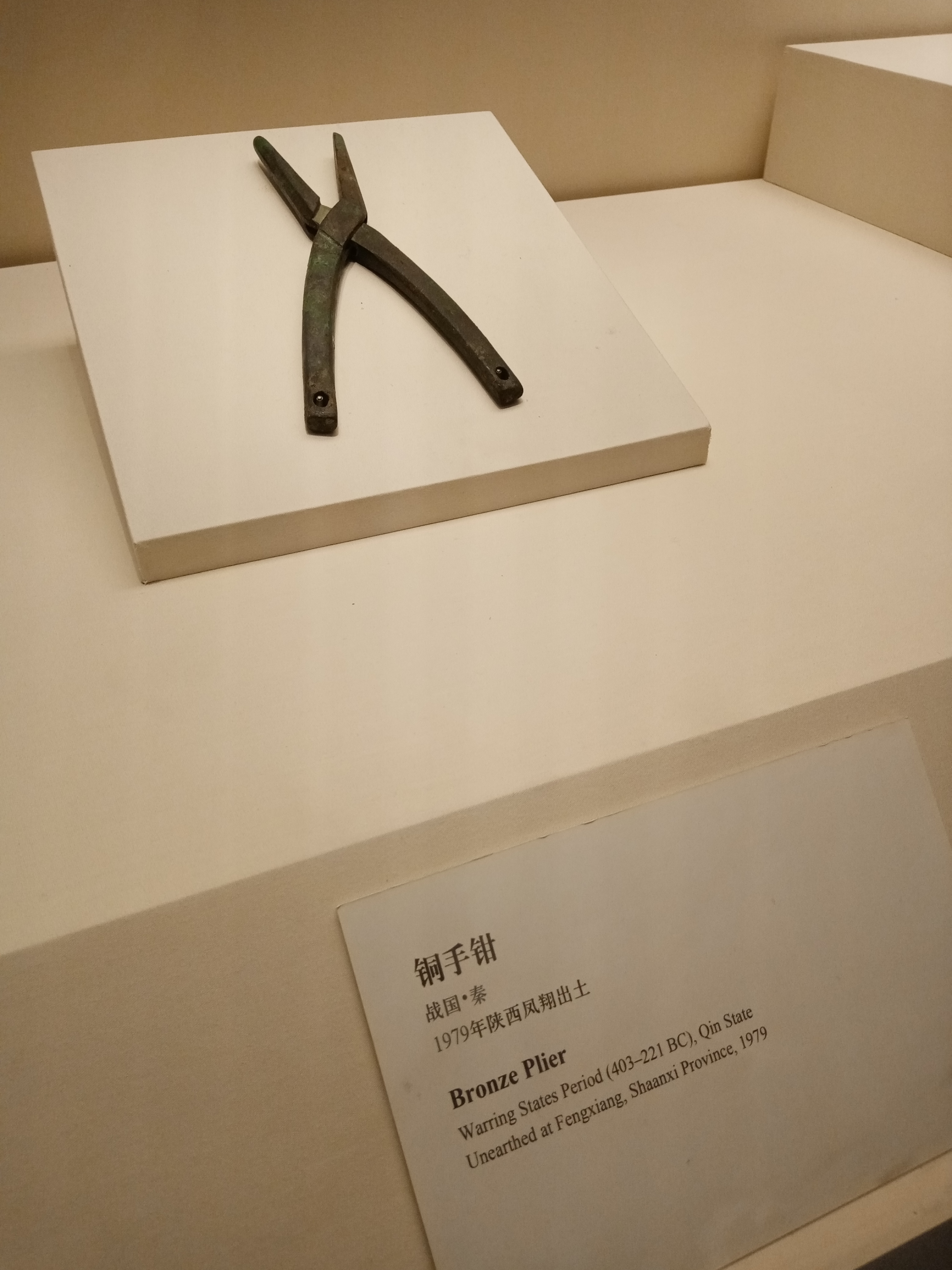
战国时期秦国的铜手钳，1979年出土于陕西凤翔，藏于中国国家博物馆。

鉗是手工具，多數用來穩固地拿着物件，或者切斷和弯曲坚韧材料，例如電線。通常，钳子包括一个对金属杠杆組裝在鉗的其中一邊末端，鉗的鉗頭位一般位於距離杠杆較短的一邊，手柄則位於距離杠杆較長的另一邊。这个設計允许手雙手運用作鉗子的力量被放大，同時相對於人類的手指，鉗頭能精确地操作对象較小的物件。部分的鉗被設計成通用用途，例如尖嘴鉗，部分鉗則設計成特定用途，例如眉鉗。
尖嘴鉗：前端像鳥類的嘴一般，取名為尖嘴。
老虎鉗：前端較為寬大扁平，可以夾大物品。
斜口鉗：前端較為尖銳，钳口硬度要求较高，一般采用合金钢制作。斜口钳可以用来剪切比较硬的金属材料。
水口钳：设计与斜口钳基本一致，但因为水口钳比较薄，不适用于剪金属，一般是剪塑料橡胶制品。